# جنبش مقاومت دانمارک
جنبش مقاومت دانمارک (دانمارکی: Modstandsbevægelsen) در تابستان ۱۹۴۳ شکل گرفت و آن زمانی بود که در بحبوحه جنگ جهانی دوم، دانمارک توسط نیروهای آلمانی برای بیش از سه سال اشغال شد. مقاومت در برابر اشغالگران نامنظم و پراکنده بود و به‌طور عمده به نمایش هویت فرهنگی دانمارکی یا خرابکاری‌های جسته و گریخته محدود می‌شد. اما زمانی که آلمانی‌ها خشونت بکار گرفتند، دانمارکی‌ها جسارت بیشتری از خود نشان دادند و مقاومت علیه ماشین جنگی نازی‌ها را شروع کردند. در ابتدا، مقاومت‌های همگانی غیر خشونت‌آمیز مانند اعتصاب‌های کارگری شروع شد. سپس وقتی که اس اس‌ها یهودی‌های دانمارک را جمع کردند تا آنها را به اردوگاه‌های مرگ بفرستند، دانمارکی‌ها هموطنان‌شان را با اعزام به سوئد نجات دادند. این انگیزه در بسیاری از دانمارکی‌ها شکل می‌گیرد و در حالی که مقاومت زیر زمینی بر عملیات غیر خشونت‌آمیز تأکید دارد اعتصابات سراسری کنترل نازی‌ها را به چالش می‌کشد. برخلاف اینکه دانمارک تا پایان جنگ جهانی دوم آزاد نشد ولی مقاومت غیر خشونت‌آمیز مانع از آن می‌شود که آلمان بتواند به اشغال‌گری مشروعیت بدهد.

## نمای کلی دانمارک
در سال ۱۹۴۰، در مراحل اولیه جنگ جهانی دوم، ارتش هیتلر بخش وسیعی از قاره اروپا، از جمله همسایه شمالی آلمان، دانمارک را تصرف کرد. پس از سپیده‌دم نهم آوریل ۱۹۴۰ که چتربازان آلمانی در شهرهای جنوبی دانمارک فرود آمدند، کریستیان دهم پادشاه هفتادساله دانمارک خود را تسلیم کرد. او اعلام کرد با آلمان همکاری می‌کند تا «مانع از ویرانی بیشتر کشورش شود». به این ترتیب دانمارکی‌ها خود را در «کشور تحت‌الحمایه آریایی کامل» دیدند، که وینستون چرچیل به آن لقب «قناری خانگی هیتلر» داد. نازی‌ها برای تلاش‌های جنگی گسترده‌تر، به دنبال استفاده از کشاورزی و صنعت کشورهای دیگر بودند و به این دلیل دانمارک را در یک عملیات سریع تصرف کردند. پیتر مونخ (Peter Munch) وزیر خارجه دانمارک این اولتیماتوم را دریافت کرد «با رایش سوم همکاری کنید یا …» و او حاضر به همکاری شد. وزیر خارجه دانمارک که در دولتی متحد عمل می‌کرد استراتژی خاصی را برای برخورد با آلمانها تدوین کرد. او برای اینکه از جان مردم دانمارک حفاظت کند استراتژی مذاکره همراه با اعتراض را انتخاب کرد. مونخ چنین استدلال کرد که چون کشورش با آلمان نجنگیده نمی‌توان آنرا بعنوان کشوری شکست خورده لیست گذاری کرد. دانمارکی‌ها فکر می‌کردند که این جنگ کوتاه مدت خواهد بود و با نشان دادن رویکرد همکاری از خودشان می‌خواستند زمان بخرند. آنها تلاش می‌کردند که اقداماتشان به رویارویی با آلمانها منجر نشود؛ مثلاً با کم‌کاری باعث می‌شدند که آلمان‌ها نتوانند منابع کشورشان را استخراج کنند. در چالش با سلطه آلمان بر زندگی مردم دانمارک، این کشور درگیر یک رنسانس ناگهانی فرهنگی و یک تورم غرور ملی شد که نقطه اوج آن در جشن تولد پادشاه کریستین به نمایش گذاشته شد؛ ولی تمامی فعالیت‌های مردم دانمارک غیر خشونت‌آمیز نبود. در بهار سال ۱۹۴۳ کارگران برای حقوق بیشتر اعتصاب کردند. در اوت در ۳۳ شهر و شهرستان دانمارک اعتصابهای ضد آلمانی براه افتاد. این شکل از مقاومت باعث شد که نازی‌ها نتوانند کنترلشان را بر سراسر دانمارک اعمال کنند.

## نمونه‌هایی از مقاومت غیر خشونت‌آمیز
دانشجویان و هنرمندان با کار مشترک موجی از مقاومت غیر خشونت‌آمیز به راه می‌انداختند. گفته شده که وقتی یکی از هنرمندهای دانمارکی در زمان اجرای برنامه دست‌اش را مانند سلام نازی‌ها بالا برده، یکی از حاضران که آلمانی بود، فریاد زد «درود!». هنرمند دانمارکی با کمی مکث با طعنه به او گفت: «سال گذشته در کپنهاگ این‌قدر برف بارید» و حاضران او را تشویق کردند. هولگا دنسکه، یکی از اعضای گروه‌های مقاومت محلی دانمارک بود. او با ماهی‌گیرها صحبت کرد و از آنها چند قایق گرفت تا با آنها یهودی‌ها را به سوئد فراری بدهد. طی چند هفته، ۵۵ عملیات غیرقانونی فرار انجام شد و هزاران یهودی در کف قایق‌های ماهی‌گیری و در مسیرهای آبی پر از مین دریایی راهی سوئد شدند. در این عملیات نزدیک به ۷۶۰۰ یهودی از دانمارک به سوئد رفتند و این رقم بیش از ۹۰درصد جمعیت یهودیان دانمارک بود. این عملیات خشم مقامات آلمانی را برانگیخت.

## مقاومت با خطرپذیری بیشتر

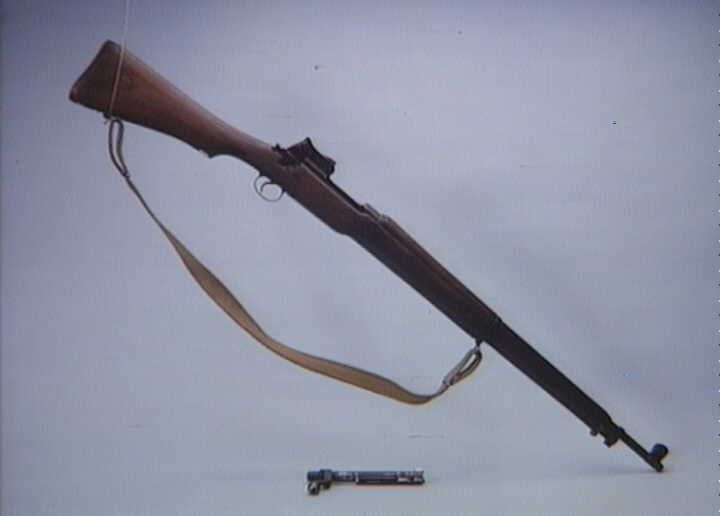
M1917 Enfield استفاده شده توسط گروه مقاومت

در ماه سپتامبر این خبر به بیرون درز کرد که نازی‌ها می‌خواهند یهودی‌ها را از دانمارک اخراج کنند. این خبر به مردم این انگیزه را داد که دست به مقاومت‌های پر ریسک تر بزنند. برای کاستن از فشار آلمان‌ها، قرار شد که بیشتر یهودی‌ها به مناطق بی‌طرف در سوئد منتقل شوند. با چنین مقاومتی بود که از میان ۸۰۰۰ یهودی دانمارکی تنها ۴۷۲ نفر بدست نازی‌ها گرفتار می‌شوند.
در سال ۱۹۴۴ که برای مقاومت سالی بحرانی بحساب می‌آید، بیش از ۱۱ میلیون نشریه زیر زمینی منتشر شد. در ماه ژوئن همان سال بعد از اعلام شرایط فوق‌العاده شهر کپنهاگ وارد اعتصاب سراسری شد. یکانهای خشمگین آلمانی به شهر یورش بردند، آب و برق را قطع کردند و شهر را محاصره کردند. در ژوئیه چند دانمارکی کشته شدند و بیش از ۲۰۳ نفر زخمی شدند و نهایتاً در ماه ژوئیه آلمانها این فشارها را متوقف کردند. در همان پائیز وقتی که آلمانها یک افسر پلیس دانمارکی را که فکر می‌کردند به نقطه نامعلومی منتقل می‌شود را دیدند، کپنهاگ مجدداً وارد اعتصاب می‌شود ولی این بار ۵۸ شهر و شهرستان دیگر نیز به این اعتصاب می‌پیوندند. توده‌های مردم به مقاومت پیوستند، بیش از ۴۵ هزار نفر ثبت نام کردند و در ماه مه ۱۹۴۵ با نزدیک شدن متفقین به برلین، آلمان‌ها مجبور شدند که دانمارک را ترک کنند. دانمارکی‌ها نگذاشتند آلمان‌ها از این اشغالگری جنگی بهره‌ای ببرند.

## گاهشمار
- نهم آوریل ۱۹۴۰: تهاجم آلمان به دانمارک
- شروع سال ۱۹۴۲: آغاز خرابکاری ضد آلمانی در دانمارک اشغال شده
- ژوئیه ۱۹۴۳: آغاز اعتصابهای ضد آلمانی در سراسر دانمارک
- ۲۸ اوت ۱۹۴۳: دولت دانمارک اولتیماتوم آلمان به سرکوب مقاومت را رد می‌کند؛ وزرای دانمارکی در اعتراض استعفا می‌دهند.
- اکتبر ۱۹۴۳: آلمان یهودیان دانمارک را جمع‌آوری می‌کند؛ تقریباً تمام یهودیان با کمک مردم به سوئد فرار می‌کنند.
- ۱۶ سپتامبر ۱۹۴۳: تشکیل شورای مقاومت
- ۲۶ ژوئن ۱۹۴۴: کارگران کپنهاگ کم‌کاری‌ها را شروع می‌کنند و اعتصابهای سراسری شروع می‌شود.
- ۳ ژوئیه ۱۹۴۴: مقامات آلمانی به خواسته‌های اعتصاب کنندگان تن می‌دهند.
- ۴ مه ۱۹۴۵: آلمان‌ها به متفقین تسلیم می‌شوند.[۱]

## ۱۰ فرمان برای مقاومت
یکی از مقاومین دانمارکی بنام آرنا سیر در زمان اشغال دانمارک توسط نازی‌ها دانش آموزی ۱۷ ساله بود. وی در روز بعد از اشغال دانمارک به دوستانش قوانین زیر را نوشت که بعدها تحت عنوان «ده فرمان برای دانمارکی‌ها» شناخته شدند. آرنا آنها را تکثیر می‌کرد و بین خانه شخصیت‌های شهر منجمله پزشکان و وکلای برجسته توزیع می‌کرد.
۱. شما نباید برای کار به آلمان و نروژ بروید.
۲. باید برای آلمانها بد کار کنید.
۳. برای آلمان‌ها باید کم‌کار کنید.
۴. باید ابزارها و ماشین‌های مهم را نابود کنید.
۵. باید هر چیزی که در جهت منافع آلمان‌هاست را نابود کنید.
۶. باید حمل و نقل را به تأخیر بیندازید.
۷. باید روزنامه‌های آلمانی و ایتالیایی را تحریم کنید.
۸. نباید از فروشگاه نازی‌ها خرید کنید.
۹. باید خائنین را به سزای اعمالشان برسانید.
۱۰. باید هر کس که از آلمان‌ها مخفی شده را حفاظت کنید.
آرنا سیر در پایان می‌گوید: «به نبرد برای آزادسازی دانمارک بپیوندید».